# Byblos-syllabenreeks
De Byblos-syllaben, meestal pseudo-hiërogliefen genoemd, zijn een schriftvorm, sinds 1928 gevonden te Byblos (Libanon) op in totaal negen koperen platen en spatels en stenen reliëfs. Ze stammen vermoedelijk uit de 18e tot 15e eeuw v.Chr. en in sommige tekens lijkt Egyptische invloed zichtbaar. Het gaat om een syllabisch schrift, dus een schrift waarbij ieder teken net als bij de meeste hiërogliefen een lettergreep aangeeft, dat door Feniciërs gebruikt werd. Het heeft ongeveer 120 tekens. Sommige geleerden beweren dat het schrift geen invloed heeft gehad op het latere Fenicische schrift, anderen menen van wel.
Er bestaat geen ontcijfering van het Byblosschrift die algemeen aanvaard wordt, ook al zijn er verschillende voorgesteld (Dhorme 1946, Mendenhall 1986, Garbini 1988): een systematische en controleerbare ontcijfering is dan ook zeer moeilijk vanwege het geringe aantal documenten (alle teksten samen bevatten slechts 1038 tekens). 

## Voorgestelde ontcijfering van Jan Best
Dr. Jan G.P. Best licht toe hoe hij na veertig jaar onderzoek vanuit archeologische benadering tot de ontcijfering van het schrift is gekomen. Volgens Best namen de schrijvers van Byblos een kwart van de tekens van Lineair A over met de bijbehorende klankwaarden. Hij begon aan zijn ontleding omdat hij meer wilde weten over de oude brons- en tinhandel. Volgens Best was het breken van de code niet mogelijk geweest zonder de hulp van het Egyptisch Hiëroglifisch, het Kretenzisch Hiëroglifisch en het Lineair A, dat hij denkt te hebben gereconstrueerd.